# Brankář bydlí v naší ulici
Český hraný film Brankář bydlí v naší ulici natočil v roce 1957 režisér Čeněk Duba. Snímek vypráví o krizi chlapeckého hokejového družstva, kterou způsobilo „zanedbávání mimosportovních povinností“. Chlapci však záhy přišli k rozumu…
Námět a scénář filmu vycházel z původní rozhlasové hry, která se vysílala v roce 1956. Autory této předlohy byli Jan Pixa a Pavel Pásek. Režisér Čeněk Duba počátkem 60. let emigroval, proto se jeho jméno nesmělo nikde vyskytovat; co do hereckého obsazení stojí za zmínku čtyři jména: Otomar Korbelář, Přemysl Kočí, Vladimír Pucholt a Miroslav Homola. Byla tu ovšem dána herecká příležitost řadě dvanáctiletých a třináctiletých chlapců, mj. dvojčatům Vondrovým (*1944) z Prahy 6. Zjevem výraznou postavou byl také Aleš Košnar (*1943), jehož filmovým debutem byla role Alího v pohádkovém filmu Labakan po boku Eduarda Cupáka.
Film měl jen 20% úspěšnost  a brzy se z kin vytratil. V období tvrdé normalizace však byl námět
znovu oprášen a vyšel r. 1971 jako stejnojmenná knížka v nakladatelství Olympia.